# Prigradska željeznica
Prigradska željeznica je željeznički promet koji se odvija u predgrađima gradova koji su gusto naseljeni. Prometuje obično motorni vlak koji staje na čestim stajalištima. Vlak se nože  koristiti u kombinaciji s drugim  vrstama željeznica (tramvaj, laka gradska željeznica, nadzemna željeznica, podzemna željeznica).